# Enso González
Pour les articles homonymes, voir González.
Enso González, né le 20 janvier 2005 à Asuncion, est un footballeur paraguayen qui joue au poste d'ailier au Wolverhampton Wanderers FC.

## Biographie

### Carrière en club
Né à Asuncion au Paraguay, Enso González est formé par le Club Libertad, où il commence sa carrière professionnelle en championnat du Paraguay. Il joue son premier match avec l'équipe première du club le 4 septembre 2022, remplaçant Alex Campuzano lors d'une défaite 1-0 contre Cerro Porteño en première division.
En août 2023, il est transféré au Wolverhampton Wanderers en championnat d'Angleterre, signant un contrat de cinq ans avec le club des West Midlands,.

### Carrière en sélection
Il prend ensuite part au Tournoi pré-olympique avec l'équipe du Paraguay des moins de 23 ans en 2024.
Le Paraguay remporte la compétition après avoir battu le Brésil, l'Uruguay et le Venezuela et fait deux matchs nuls contre l'Argentine, se qualifiant ainsi pour les Jeux olympiques,, malgré l'absence de plusieurs jeunes stars paraguayennes retenues par leur club comme Julio Enciso, Matías Segovia ou Matías Galarza.

## Palmarès
Paraguay -23 ans
- Tournoi pré-olympique sud-américain
  - Vainqueur en 2024